# Nipponotusukuru
Nipponotusukuru là một chi nhện trong họ Linyphiidae.